# Daniel Jasinski
Daniel Jasinski (ur. 5 sierpnia 1989 w Bochum) – niemiecki lekkoatleta, specjalizujący się w rzucie dyskiem.
Jego najważniejszym osiągnięciem jest brązowy medal igrzysk olimpijskich w Rio de Janeiro.
Reprezentant kraju w pucharze Europy w rzutach.

## Osiągnięcia
| Rok  | Zawody                         | Miasto         | Konkurencja            | Miejsce           | Wynik |
| ---- | ------------------------------ | -------------- | ---------------------- | ----------------- | ----- |
| 2008 | Mistrzostwa świata juniorów    | Bydgoszcz      | rzut dyskiem (1,75 kg) | el. – 24. miejsce | 50,36 |
| 2011 | Młodzieżowe mistrzostwa Europy | Ostrawa        | rzut dyskiem           | 6. miejsce        | 57,71 |
| 2013 | Uniwersjada                    | Shenzhen       | rzut dyskiem           | 9. miejsce        | 57,96 |
| 2014 | Mistrzostwa Europy             | Zurych         | rzut dyskiem           | 7. miejsce        | 62,04 |
| 2015 | Mistrzostwa świata             | Pekin          | rzut dyskiem           | el. – 15. miejsce | 61,70 |
| 2016 | Mistrzostwa Europy             | Amsterdam      | rzut dyskiem           | 8. miejsce        | 63,35 |
| 2016 | Igrzyska olimpijskie           | Rio de Janeiro | rzut dyskiem           | 3. miejsce        | 67,08 |
| 2018 | Mistrzostwa Europy             | Amsterdam      | rzut dyskiem           | el. – 19. miejsce | 60,10 |
| 2021 | Igrzyska olimpijskie           | Tokio          | rzut dyskiem           | 10. miejsce       | 62,44 |
| 2023 | Mistrzostwa świata             | Budapeszt      | rzut dyskiem           | el. – 17. miejsce | 63,36 |
| 2024 | Puchar Europy w rzutach        | Leiria         | rzut dyskiem           | 3. miejsce        | 61,84 |

## Rekordy życiowe
- rzut dyskiem – 67,47 (2021)
- rzut dyskiem 1,75 kg – 56,87 (2008)